# 8145 Valujki
8145 Valujki (1983 RY4) là một tiểu hành tinh vành đai chính được phát hiện ngày 5 tháng 9 năm 1983 bởi L. V. Zhuravleva ở Đài vật lý thiên văn Crimean.